# Georges Orselli
Georges Orselli, né le 24 mai 1896 à Nice, mort le 11 août 1971 à Cannes, était un officier d'aviation puis gouverneur des Établissements français de l'Océanie.

## Biographie
Fils d'instituteur, Georges Orselli (1896-1971) échoue au concours de l'École polytechnique arrêté par la guerre en 1914. Devançant l’appel en 1915, il refuse d'être officier, est blessé à Verdun et gazé au chemin des Dames et décoré de la croix de guerre 14-18 et de la médaille militaire.
Il entre à Polytechnique avec la promotion 1919 Spéciale consacrée aux candidats potentiels aux concours de 1915 à 1918. Cas exceptionnel, il est le seul de la promotion à n’être pas encore officier.
Officier d'aviation par passion du vol, ingénieur au Service du matériel et homme de terrain, il fait la guerre au Maroc (1931-1933). Lors du célèbre rai de la Croisière noire (8 novembre 1933-15 janvier 1934), il est le copilote de son chef, le général Vuillemin, futur chef d'état-major général de l'Armée de l'air de 1938 à 1940.
Plus jeune commandant de l’Aviation en 1934, il la quitte en 1938 dans le cadre d’un dégraissage du nombre des officiers de terrain. Il entre à l'Air liquide qui l'envoie au Japon au début de 1939. Mobilisé sur place à la demande de l’Air Liquide malgré ses demandes à revenir se battre, il rejoint la France libre en janvier 1941 et s'engage dans l’Aviation royale canadienne, où il fait un nouvel apprentissage d’aviateur britannique. De Gaulle le récupère et l’envoie en septembre 1941 dans le Pacifique pour commander l’aviation que devaient y fournir les Britanniques, ce qui avorta.
De Gaulle le nomme alors le 1er octobre 1941 gouverneur des Établissements français de l'Océanie où il restera jusqu'en fin 1945 malgré sa demande d'obtenir un commandement dans l'aviation française lors d’un voyage à Alger en début 1944. Dernier Gouverneur en 1946-1947 de la Martinique en passe de devenir un département, puis en Côte d'Ivoire en février 1948, il est mis à la retraite d'office dès novembre 1948 pour s'être opposé à la violente reprise en main de la colonie demandée par le ministre, ce dont il témoignera en 1950 devant une Commission d'enquête parlementaire sur les violences survenues après son départ.
En 1949, il entame une carrière d'importateur de matériel industriel allemand, en précurseur de la réconciliation franco-allemande et de la Communauté européenne du charbon et de l'acier créée en 1951.